# Hồ Xuân Hương

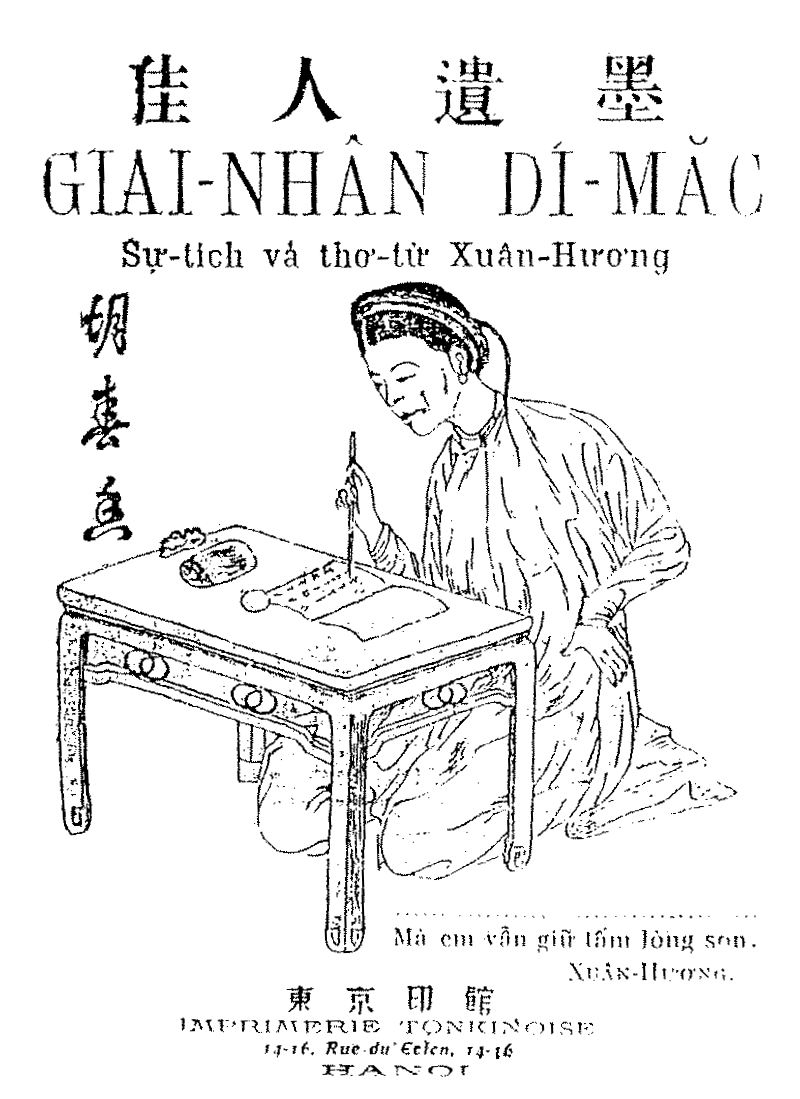
Ho Xuan Huong

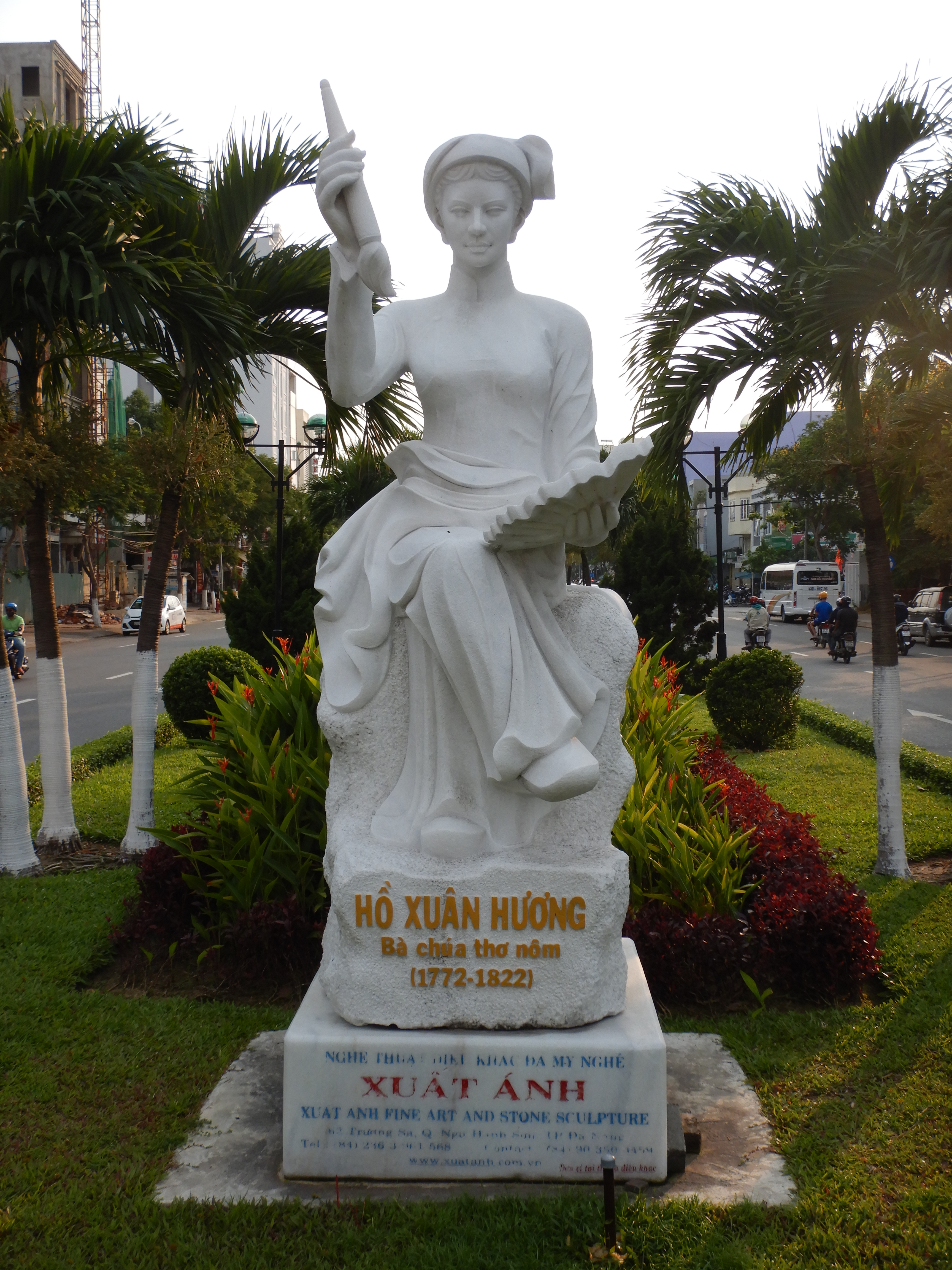
Hồ Xuân Hương

Hồ Xuân Hương (Hán tự: 胡春香; * 1772; † 1822) war eine vietnamesische Dichterin. Sie wurde zum Ende der Späteren Lê-Dynastie geboren, erlebte den Aufstieg und den Fall der Tây Sơn-Dynastie und starb zum Anfang der Nguyễn-Dynastie. Sie schrieb ihre Gedichte in chữ Nôm, wird oft als die größte Dichterin Vietnams bezeichnet. Ihr Lebenslauf weist viele Lücken auf und war seit jeher ein Streitthema der Literatur- und Geschichtswissenschaft. Die Inhalte und Gedanken ihrer Gedichte waren ebenfalls sehr stark umstritten, dementsprechend auch das Urteil. Dennoch war es unbestritten, dass sie in Form und Kunstfertigkeit einen bis dahin unerreichten Gipfel der vietnamesischen Literatur schuf. Der zeitgenössische vietnamesische Dichter Xuân Diệu bezeichnet sie als „Königin der chữ Nôm-Dichtung“. Die meisten ihrer Gedichte sind mittlerweile verloren gegangen, überliefert sind nur fünfzig davon. Diese wurden in einem Gedichtband zusammengetragen, der große Verbreitung erfuhr.

## Leben

### Abstammung
Hồs Leben wurde durch zeitgenössische Berichte nur sehr lückenhaft dokumentiert, deswegen gibt es sehr viele Lücken in ihrem Lebenslauf. Viele ihrer Erfahrungen kann man nur aus ihren Werken herleiten. Ihre Familie stammte aus einem Dorf in der Provinz Nghệ An. Zur Zeit ihrer Geburt befand sich die Le-Dynastie bereits im Verfall und das Land war geteilt. Sie wurde im heutigen Hanoi in einer konfuzianischen Familie geboren. Nach dem Familienstammbuch hieß ihr Vater Hồ Piyan (胡丕演, aus dem Stammbuch: 胡丕訓生從，一名演，生女春香於看春坊). Einige Forscher wiesen jedoch darauf hin, dass nach den zeitgenössischen Berichten über Hồs zweiter Ehemann Trần Phúc Hiến (陳福顯) Hồ im Jahr 1818 zur Konkubine von Trần wurde, zu dieser Zeit war Hồ noch jünger als 50. Nach dem Stammbuch jedoch wurde ihr vermutlicher Vater Hồ Piyan im Jahr 1703 geboren, was bedeuten würde, dass, als sie geboren wurde, ihr Vater bereits über 70 Jahre alt war. Deswegen wurde von diesen Forschern angezweifelt, ob Hồ Piyan tatsächlich ihr Vater war. Der Forscher Hoàng Xuân Hãn (黃春罕) wies jedoch unter Hinzunahme anderer Stammbücher nach, dass sie sehr wahrscheinlich die Tochter von Hồ Piyan und einer seiner Konkubinen war.

### Lebenslauf
Als Hồ Xuân Hương geboren wurde, zerfiel ihre Familie. Ihr Vater starb bereits, als sie noch jung war, und sie wurde von ihrer verwitweten Mutter aufgezogen und wuchs in ärmlichen Verhältnissen auf. Jedoch war sie sehr klug und erhielt eine gute Ausbildung. Mit 13 schrieb sie ihr erstes Gedicht. Die meiste Zeit ihres Lebens verbrachte sie in ihrem Geburtsort. Sie nannte ihr Haus „Guyuetang“ (古月堂, Halle des Antiken Mondes), wo sie arbeitete, lehrte und Freunde empfing. In ihren jungen Jahren hatte sie umfangreiche Bekanntschaften und war mit vielen Literaten ihrer Zeit befreundet. In dieser Periode schrieb sie auch viele chinesische Gedichte, die in einem Gedichtband (琉香記) zusammengefasst sind. Wegen ihrer umfangreichen Bekanntschaften vermuteten einige Forscher, dass sie zu dieser Zeit eine Kurtisane war.
Über ihr Aussehen gab es keine zeitgenössische Überlieferung. Der französische Autor Maurice Durand zitierte ihr Gedicht Jackfrucht (菠蘿蜜), in dem sie sich mit der äußerlich unattraktiven Jackfrucht verglich, dass ihr Äußeres keiner besonderen Schönheit entsprach. Durand bescheinigte in seinem 1968 veröffentlichten Buch Works of Vietnamese poetess Hồ Xuân Hương auch einen Sexhunger in Hồs Werken. Auf der anderen Seite war Hồ zwei Mal verheiratet und wurde von vielen besungen, von daher müsste sie gewisse Anziehungskraft besessen haben. Hồs Liebesleben und Heirat war von Unglück verfolgt. In ihren jungen Jahren war sie mit einigen berühmten Literaten wie Nguyễn Du liiert, aus unterschiedlichen Gründen konnte sie diese jedoch nicht heiraten. Sie heiratete zwei Mal als Nebenfrau, wurde zwei Mal Witwe. Das erste Mal wurde sie Konkubine des Kreisvorstehers. Sie wurde von der Hauptfrau misshandelt. Nach dem Tod des Kreisvorstehers heiratete sie den Beamten Trần Phúc Hiến, der auch kurz darauf verstarb. In ihrem Gedicht Von einer Nebenfrau (妾婦吟) erzählte sie die Trauer und den Schmerz ihrer Ehe.
Hồs zweiter Ehemann war ein Beamter und Berater des Provinzgouverneurs. Nach der Heirat zog sie mit ihrem Mann zu seinem Amtssitz am Halong-Bucht. Zu dieser Zeit änderte sich ihr Stil. In den sechs überlieferten chinesischen Gedichten beschrieb sie die Landschaft der Halong-Bucht. In der offiziellen Geschichtsaufzeichnung Đại Nam thực lục (大南實錄) wurde berichtet, dass Hồ Xuân Hương während dieser Zeit auch tatkräftig ihren Mann bei dem Regierungsgeschäft unterstützte und deswegen von anderen Beamten gehasst wurde. 1818 wurde Trần Phúc Hiến wegen Unterschlagung und Bestechlichkeit verurteilt. Er wurde ins Gefängnis geworfen und im nächsten Jahr (1819) hingerichtet.
Nach Trầns Tod kehrte Hồ nach Hanoi zurück und nahm ein kleines Haus neben dem Westsee. Gelegentlich wurde sie von Freunden besucht, unter anderen auch von einem früheren Geliebten, von dem sie ein Vorwort für ihr Gedichtband erbat. Sie lebte von Lehrtätigkeiten. Aus den Gedichten dieser Zeit war auch zu ersehen, dass sie Vietnam sowohl im Norden wie auch im Süden bereist hatte. Le Yu (黎瑜) schrieb in seinem Artikel Frauen (女流), dass Hồ wenige Jahre nach Trần starb, aber dieser Vermutung fehlte es an Beweisen. Der Dichter Miên Thẩm erwähnte in seinem Gedicht von 1842, dass Hồ Xuân Hương bereits tot sei. Dies ist die späteste bekannte Jahreszahl, zu der Hồ starb.

## Literarischer Stil

### Frauenbewusstsein
Als eine in einer konfuzianischen Umgebung lebende Frau zeigte Hồs Werke bemerkenswerte Frauenbewusstsein und Rebellengeist. Die Stellung der Frauen war damals in Vietnam zu einem erneuten Tiefpunkt gesunken. Durch patriarchalische Regeln wie „Drei Folgen und Vier Tugenden“ (三從四德, Drei Folgen sind: Vor dem Heirat folgt den Vater, nach dem Heirat folgt den Mann, nach der Verwitwung folgt den Sohn. Vier Tugenden sind Frauentugend, Sprachtugend, Aussehentugend und Hausarbeittugend) und Chilgeojiak (七出) wurde die Freiheit der Frauen dramatisch eingeschränkt. Hồ hinterfragte diese Gesellschaftsordnung, in der Männer die absolute Macht besaßen. Hồs Frauenbild war nicht nur das eines Rebellen, sondern beinhaltet auch konstruktive Selbstpositionierung. In ihren Werken besang sie weniger die traditionelle Frauentugend wie Sanftheit, Gehorsamkeit oder Haushalt, sondern viel mehr ein hohes Lebensziel und Talente, also Tugenden, die traditionell als männlich gelten. Für Hồ bestand der Sinn eines Frauenlebens in den folgenden Seiten: ein hohes Ziel als Wert des Lebens und die Achtung vor dem Leben als Inhalt des Lebens. In ihren Gedichten klagte sie die Männerdominanz an und schockierte damit die damalige vietnamesische Gesellschaft.

#### Weibliche Tugenden
Hồs Tugendbild weicht radikal von der damaligen „Frauen ohne Talent ist tugendhaft“ oder „sanft und gehorsam“ ab. In ihren Werken sprach eine selbstbewusste Frau, die für sich selbst hohe Ziele gesteckt hatte. In dem Gedicht An Graf Trần (和陳侯) berichtete sie wortgewaltig ihre eigenen Ambitionen, zeigte ihre eigenen Erwartungen und Anforderungen. Sie war ihr eigenes Talent voll bewusst und fühlte sich wegen des Frauseins nicht minderwertig. Im Herzensworte (抒懷) wurde sie in der Sprache noch deutlicher. Allerdings musste sie als Frau in der damaligen Gesellschaft trotz ihrer Ambition viele Rückschläge erleiden, viele ihre Wünsche konnten nicht erfüllt werden. Viele ihrer Gedichte drückten ihren Kampf gegen die traditionelle Geschlechterrolle aus, verdeutlichten die weibliche Sicht über das Leben und die Welt. Sie waren voller Bewunderung über das weibliche Geschlecht und pries Tugenden, die von den traditionellen weiblichen Tugenden abweichen. Sie zeichneten den Wert des weiblichen Lebens nach und gaben dem Leben einen neuen Sinn. Sie wurde als „der erste Mensch in der vietnamesischen Geschichte, der für Feminismus kämpfte“ bezeichnet.

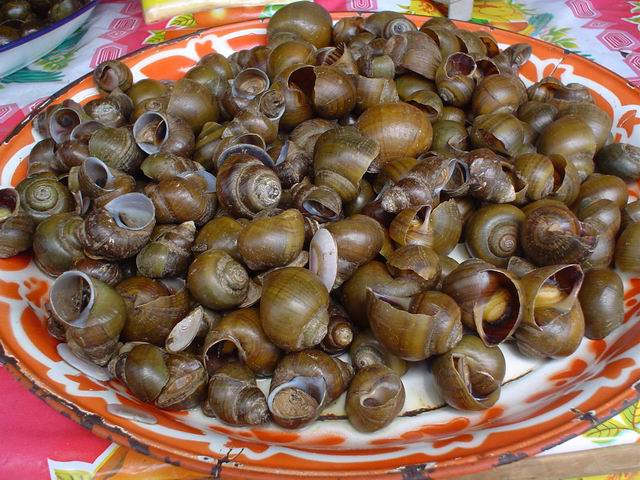
Mit Sumpfdeckelschnecken verglich Hồ die Stellung der Frauen in der Gesellschaft und drückte zugleich ihre Verachtung gegen die männlichen Dominanz

#### Weibliche Psyche
Hồ analysierte und reflektierte nicht nur die Stellung der Frauen in der Gesellschaft, sie beschrieb auch die weibliche Psyche, besonders die Sehnsucht nach einer romantischen Liebe. In Herzensworte wob Hồ die Beschreibung der Landschaft mit den Gedanken der Protagonistin zusammen und erzählte die Trauer der Trennung und den Wunsch nach der Liebe. In Betelpalme (請檳榔) drückte sie direkt den Wunsch aus, vom Partner mit wahrhafter Liebe begegnet zu werden. In Jackfrucht und Sumpfdeckelschnecken (餡螺) dagegen benutzte sie Vergleiche, um die weibliche Sehnsucht nach Achtung und Respekt des Geliebten und Ablehnung gegen männliche Missachtung und Unehrlichkeit darzustellen. Ihr Gedichtband verdeutlicht die weibliche Wahrnehmung, während sie mit Geliebten über Gedichte Dialoge führte, äußerte sie ihren Wunsch nach einer ehrlichen Liebe. In Gedanken an dem Tag, an dem wir schwören (誓曰有感) sagte sie, dass sie eine langanhaltende Liebe wünschte. In ihren Gedichten an ihren Geliebten drückte sie ihre Selbstachtung, ihr Selbstvertrauen, die vorsichtige Wahl eines Partners sowie falls sie ihre Wahl getroffen hatte, den Entschluss, ihr ganzes Herz in die Beziehung zu investieren, aus.
In einer chauvinistischen Gesellschaft blieb der Wunsch der Frau nach einer vollkommenen Liebe oft unerfüllt. Nach der romantischen Phase kamen allzu oft Enttäuschung und Schmerz. Hồs Gedichte beschreibt sowohl die Sehnsucht, aber auch die Furcht vor Enttäuschungen. Zum Beispiel im Lied über die Orchidee im Frühling im Hof (春庭蘭調) beschrieb die Sehnsucht der Dichterin nach dem Geliebten, und zugleich die Sorge um die Liebe. In Seufze (自嘆) benutzte sie eine sehr verdeckte Sprache, um den Schmerz einer unglücklichen Liebe zu betrauern. In ihrem Abschiedsgedicht an ihren zweiten Ehemann Trần ermahnte sie ihn, dass er sie wie Blumen pflegen sollte. In Von einer Nebenfrau beklagte sie die patriarchalische Gesellschaft und das Polygynie-System, das den Frauen viele Schmerzen brachte.
Hồ benutzte oft Vergleiche, um die weibliche Psyche zu verdeutlichen, zum Beispiel benutzte sie Entengrütze, um ihr eigenes Schicksal zu beschreiben. Gedichte wie Süße Klöße (湯圓), Jackfrucht, Sumpfdeckelschnecken oder Fächer (詠扇) beschreiben oberflächlich gesehen nur Gegenstände, jedoch werden sie nur benutzt, um den weiblichen Körper und Leben zu beschreiben. Das Frauenbild in diesen Gedichten weicht von den traditionellen weiblichen Tugenden stark ab und beschreibt die innere Schönheit einer Frau. So zum Beispiel bei Süße Klöße wird die innere Treue der Frau trotz Widrigkeiten und Dominiertwerden besungen. Jackfrucht und Sumpfdeckelschnecken drücken auch den Kampf gegen männliche Missachtung und das Festhalten an eigenem Leben aus.

#### Weiblicher Körper und Sexualleben
Hồ gab Frauen ihren Ausdruck über ihren eigenen Körper und ihr Sexualleben zurück. Zum Beispiel in den drei Gedichten Schlafendes Mädchen (晝寢少女), Fächer und Dreistufiger Hügel (三疊坡) ahmte sie männliche Beschreibung der Frauenkörper nach, karikierte diese Sprache, verdeutlichte die Materialisierung der Frauen durch die Männer. Ihre mutige und exzellente Sprache war ein Horn für die patriarchalische Gesellschaftsordnung und das männliche Bild der Frauen als Sexualobjekt. In Bildnis einer tugendhaften Frau (題素女畫像) ging sie noch weiter und reflektierte das Ergebnis der Materialisierung der Frauen und kritisierte die Vernachlässigung der inneren Seele der Frauen. In Als Frau (婦女身分) pries sie den weiblichen Körper als Symbol von Mutter und Schöpfer, stellte die wichtige Rolle der Frau in der Familie fest.

### Kämpferische und scharfe Ironie
Hồs Gedichte besitzen eine mutige und sehr scharfe Sprache. Einige Forscher meinen, dass dies mit ihrem Leben und mit der Zeit, in der sie lebte, zusammenhängt. Obwohl Hồ unglaublich talentiert war, war ihr Leben gesät mit Rückschlägen. In jungen Jahren wuchs sie in ärmlichen Verhältnissen auf. Spätere Liebe und Ehe verliefen alle unglücklich. Die erniedrigende Stellung und Unterdrückung schmerzte sie und machte sie wütend, zugleich regte auch ihre Unzufriedenheit und ihren Kampfesgeist. Außerdem lebte sie in einer sehr unruhigen Zeit. Nach der Errichtung der Tây Sơn Dynastie führte ihr zweiter Kaiser Nguyen Hue viele mutige Reformen durch, was auch eine kurzzeitige geistige Belebung verursachte.

#### Verhöhnung des feudalen Systems
Hồ benutzte ihren Stift, um die Unterdrückung der weiblichen Gefühle und Menschlichkeit offenzulegen. Mutig beschrieb sie die Hässlichkeit und Scheinheiligkeit des feudalen Ehesystems und geißelte die feudale Riten und Aberglaube. Sie sehnte sich nach freier Liebe und Lebensgenuss und kämpfte gegen die traditionelle Keuschheit. Für sie war freie Ehe ein Ideal und das System der passenden Gesellschaftsschichten ein Affront. Damit drückte sie den versteckten, ureigenen Wunsch des Volkes aus.
Besonders für die scheinheiligen Beschützer der feudalen Moral sparte Hồ keine Ironie. Deswegen wird sie auch von manchen als die Schöpferin der vietnamesischen satirischen Dichtung angesehen. Besonders die in chữ Nôm geschriebenen Gedichten sind volle Satire.  Die Höhle von Xiangji (香積洞) und lüstere Mönche kritisieren zum Beispiel die Mönche eines buddhistischen Heiligtums scharf. Nach außen waren sie lebende Heilige, predigten Moral, ins Geheim jedoch machen sie unmoralische Sachen. Die Gedichte verhöhnten die Scheinheiligkeit der Mönche und kritisierten den Aberglauben des Volkes. Auch die bereits erwähnten Gedichte Schlafendes Mädchen, Fächer und Dreistufiger Hügel waren ein Meisterwerk der Ironie. Sie ahmte die Sprache, mit der Männer Frauenkörper beschrieben, machte damit jedoch gerade die männliche Dominanz lächerlich, kritisierte damit die Herabstufung der Frauen als Sexobjekte. In Bildnis einer tugendhaften Frau beschreibt sie vordergründig ein Bild, zwischen den Zeilen jedoch verdeutlicht sie, dass die Männergesellschaft eine Frau lediglich als ein Objekt mit einer äußeren Fläche, jedoch ohne jedes Innenleben, betrachten.
Gerade weil sie die Schwachstelle der konfuzianischen Oberschicht aufdeckte, wurde sie stark von ebendieser angefeindet und diffamiert. Trotzdem bleiben ihre Gedichte beim Volk beliebt und sind bis heute erhalten geblieben. Viele spätere vietnamesische Dichter ahmten ihren satirischen Stil nach.

### Sprachkunst
Hồ benutzte für ihre Gedichte das in der Form sehr strenge Lü (律) Format. Jede Zeile eines Gedichtes besteht aus genau sieben Schriftzeichen, jedes Gedicht hat genau acht Zeilen. Hồ konnte diese strenge Form jedoch bis zu einer fast perfekten Vollkommenheit entwickeln. Obwohl sie sehr darauf achtete, alle Formen zu befolgen, waren ihre Gedichte sehr schön zu lesen, man hatte überhaupt nicht das Gefühl, als hätte die Dichterin eine besonders schwierige und ungewöhnliche Sprachform benutzen zu müssen, um dem Format zu genügen. Zugleich bleiben ihre Gedichte leichtverständlich und besitzen eine volle ästhetische Schönheit. Sie benutzte auch eine Sprache, die aus Volksliedern und Nationalepos stammt.

#### Volkssprache
Hồs Gedichte beinhalten oft Sprichwörter aus der Volkssprache sowie Volkslieder. Im Von einer Nebenfrau hatte sie zum Beispiel sehr geschickt das vietnamesische Sprichwort „Wenn es Süßes danach gibt, dann schadet es auch nicht, davor was bittes zu essen“ (有甜頭不怕吃苦頭) in den fünften und sechsten Sätzen verwendet. Damit drückte sie aus, dass das Schicksal einer Nebenfrau nur Bitterkeit hat und nichts Süßes. In Schwangerschaft ohne Mann (無夫懷子) spielte sie ein vietnamesisches Sprichwort an, wonach „Schwangerschaft mit Mann nichts ungewöhnliches sei, aber Schwangerschaft ohne Mann eine ungewöhnliche Geburt bringt“ (有夫懷子世间常事，无夫而孕方能生巧).

#### Wortspiele
Hồ benutzte oft in ihren Gedichten die Eigenheiten der chinesischen Schriftzeichen und bildete damit sehr humorvolle und ironische Wortspiele.  Im Gedicht Schwangerschaft ohne Mann schrieb sie zum Beispiel im dritten Satz, das Zeichen Himmel (天) hat noch nie einen Kopf gehabt. 天 mit einem Kopf wird zum Zeichen 夫, was Ehemann bedeutet. Im vierten Satz sprach sie von Weiden 柳, dieses Zeichen hat im Vietnamesischen die gleiche Aussprache wie 了, das Zeichen 了 mit einem Querstrich ist 子, also Sohn, beide Sätze sind Wortspiele um zu sagen, dass die Frau noch vor der Heirat bereits einen Sohn geboren hat.

#### Doppeldeutigkeit
Ein anderes Charakteristikum von Hồs Gedichten ist die Benutzung von doppeldeutigen Sätzen und Wörtern. Egal ob sie Menschen, Sachen, Landschaften, Tempel und Mönche, Tätigkeiten und Arbeit oder Volkssitten beschreibt: in ihren Gedichten sind immer mehrschichtige Bedeutungen und Anspielungen zu entdecken. Besonders ihre Gedichte über Sachen lässt einen immer an Sex oder Frauenkörper denken. Fächer, Jackfrucht, Sumpfdeckenschnecken und Dreistufiger Hügel weisen alle rätselhafte Charakter auf, in denen die Charakteristika der Verbindung zwischen Yin und Yang, zwischen Männern und Frauen, sowie weibliche Sexualorgane hervortreten. Zum Beispiel beschreibt die Dichterin die kleinen Erhebungen an der Oberfläche einer Jackfrucht, und dass wenn man daran reibt (und so kleine Risse verursacht), ein weißer Saft daraus hervortritt. Damit beschreibt sie durch die natürlichen Eigenschaften einer Frucht die Eigenschaften des weiblichen Sexualorgans. In Dreistufiger Hügel spielte sie auf den Sexualakt an. Diese zweite Schicht in Hồs Gedichten enthält oft Inhalte, die ein Affront gegen die konfuzianische Weltsicht und Moralvorstellung ist. Aus feministischer Sicht hatte Hồs mit ihrem sprachlichen Können „durch einen Umweg die Wahrheit ausgesprochen“, dies war zu der damaligen Zeit das einzige Mittel, mit dem die Dichterin sich ausdrücken konnte.

### Volkstümlichkeit

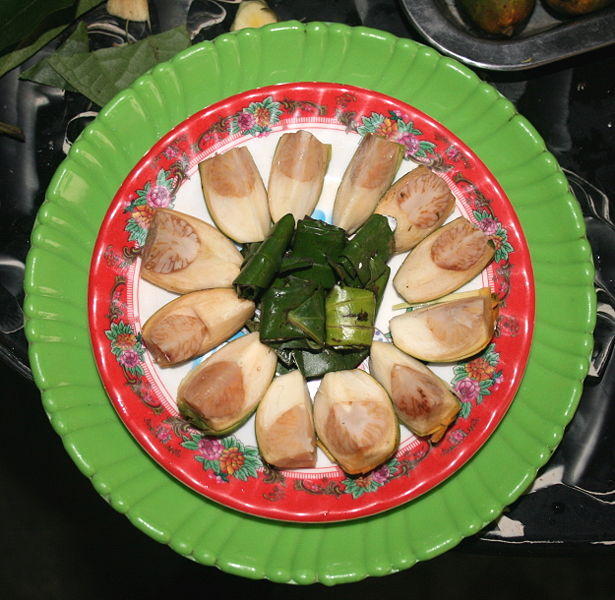
In Betelpalme beschreibt die Dichterin ein traditionelles vietnamesisches Essen

Hồs Gedichte enthalten sehr volkstümliche Elemente. Viele Vietnamesen bezeichnen ihre Gedichte als „sehr vietnamesisch“. Sie benutzte nicht nur das vietnamesische chữ Nôm für ihre Gedichte, sondern verwendete auch die Volkssprache. Aber auch ihre chinesischen Gedichte sind voller vietnamesischer Traditionen.

#### Vietnamesische Volkssitte und Alltagsleben
Betelpalme, Jackfrucht, Sumpfdeckelschnecken und Süße Klöße sind alle traditionelle vietnamesische Lebensmittel. Betelpalme beschreibt, wie in Vietnam Betelpalme mit Muschelnmehl und Betelpfeffer zusammengegessen wird. Die Betelpalme hat einen rötlichen Fruchtsaft und wird in Vietnam als Symbol für Verwandtschaft, Liebe und Ehe gesehen. Betelpalme und Betelpfeffer ist eine beliebte Volkserzählung. Sie symbolisieren die Liebe junger Menschen, deswegen gibt es in Vietnam auch das Sprichwort „Betelpalme essen ist nur der Anfang der Geschichte“. Mit Betelpalmen drückte die Dichterin lebensnah ihren Wunsch nach einer erfüllten Liebe aus.
Auch in den anderen oben genannten Gedichten benutzt die Dichterin landesübliche Lebensmittel, um beim Beschreiben der Sache ihre eigene Meinung über Liebe und Sex auszudrücken. Hồ konnte mit wenigen Worten die Eigenschaften einer Sache beschreiben, und darauf aufbauend ihre eigenen Gedanken und Meinungen ausdrücken. Die Verbindungen der unterschiedlichen Schichten waren oft überraschend und dennoch tief in der vietnamesischen Folklore verankert. In Süße Klöße griff die Dichterin die runden Formen, die weiße und weiche Oberfläche sowie den süßen Kern der beliebten Speise auf, um auf bewegender Weise ihren Wunsch nach einer treuen Liebe Ausdruck zu verleihen. Sumpfdeckelschnecken dagegen lebten in Gräsern und Bächen, man muss zuerst ihren Deckel entfernen, um an das Fleisch zu kommen. Die Dichterin benutzte diese beiden Eigenschaften, um die gesellschaftliche Umgebung der Frauen zu beschreiben, sowie um den Wunsch der Frau, nicht von Männern als Gespielin benutzt werden, sondern geachtet zu werden, auszudrücken.

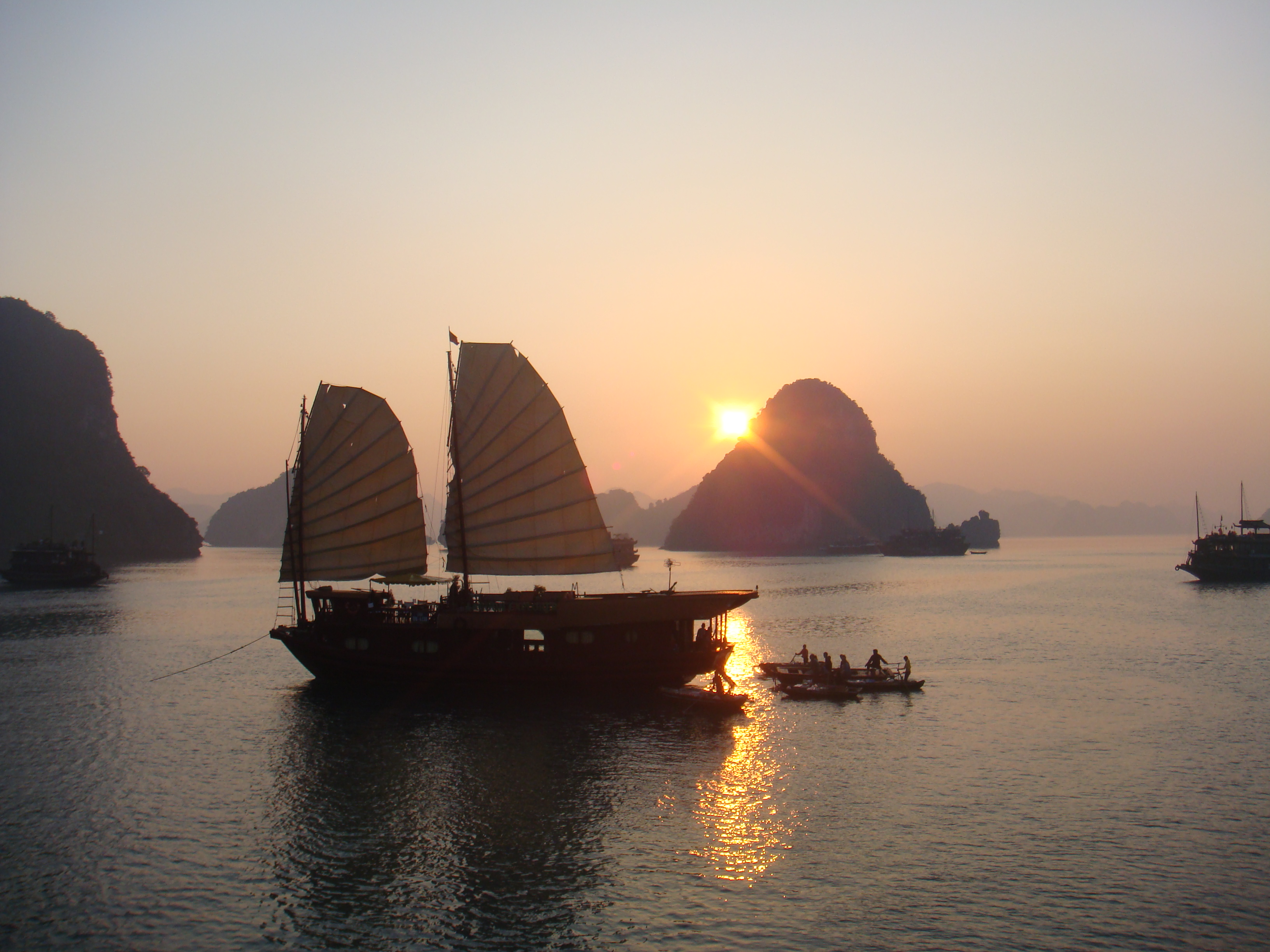
Das Land von Wasser und Wolken beschreibt die Halong-Bucht

#### Landschaft
Einige Gedichte von Hồ beschreiben Vietnams einzigartigen Landschaften und drückten die Liebe der Dichterin zu ihrer Heimat aus. Die überlieferten fünf Gedichte über Halong-Bucht waren zum Beispiel zwar in Chinesisch, beschreiben aber die dortige einzigartige Landschaft. Der fünfte und sechste Satz von Das Land vom Wasser und Wolken (水雲鄉) beschreiben jeweils, wie im abendlichen Regen die Felsen am Horizont manchmal sichtbar und manchmal verdeckt werden sowie wie der morgendliche Nebel sich langsam verzieht. Zwei Sätze haben die Landschaften der Bucht zu unterschiedlichen Zeiten und unterschiedlichen Witterungen harmonisch kombiniert und erzeugen somit ein ganzheitliches ästhetisches Empfinden beim Leser. Das Haus am Meer (海屋籌) beschreibt aus unterschiedlichen Blickwinkeln die Halong-Bucht. Die letzten beiden Sätze drücken den Stolz der Dichterin für ihr Vaterland und einen wahren Nationalstolz aus. Die in chữ Nôm geschriebene Höhle von Xiangji beschreibt die Relikte des buddhistischen Heiligtums, ihre einzigartige natürliche Schönheit und die ungewöhnliche Schöpfung der Natur.

#### Stadtleben
Hồs Gedichte drücken auch das Bewusstsein der Stadtbewohner aus, und reflektieren die vietnamesische Stadtkultur. Sie beschreibt zum Beispiel viele städtische Vergnügungen und Spiele. Ein Beispiel dafür ist das Gedicht Die Brunne (水井). Diese Gedichte zeichnen das Alltagsleben der Vietnamesen aus und sind volle ästhetische Schönheit. Hồs Gedichte beschreiben mit traditionellen vietnamesischen Sprachen lebhaft die Gesellschaft, in der sie lebte. Besonders gut beschreibt sie die volkstümliche Geschlechtsorgananbetung, reflektierte die Sitte des Volkes. Man sagt, dass Hồs Gedichte die „vietnamesischsten und volkstümlichsten“ seien.

### Beschreibung über Beziehungen zwischen den Geschlechtern und weibliche Körper
Viele Werke Hồs beschreiben Beziehungen zwischen den Geschlechtern. Besonders die Gedichte über Sachen und Landschaften enthalten oft Beschreibungen über Sex und den weiblichen Körper. Manche beschreiben auch die Liebe zwischen den Geschlechtern und die gegenseitigen Gefühle. Zum Beispiel das Gedicht Eheleutestein (夫妻石) schildert eine Sehenswürdigkeit in Thanh Hoá und beschreibt die Steine als ein altes liebendes Ehepaar. Das Gedicht enthält Romantik und Humor. Es drückt die Sehnsucht der Dichterin nach einer langen und erfüllten idealen Liebe aus. In den beiden letzten Sätzen äußerte sich die Dichterin ihr Verständnis für junge Leute, die sich nach Liebe sehnen. Dreistufiger Hügel beschreibt vordergründig einen schönen Hügel, jedoch enthält es Anspielungen auf Sex, und verhornt die bergsteigenden „Herren“, die Frauen als Sexualobjekt betrachten.

#### Benutzung von Ähnlichkeiten

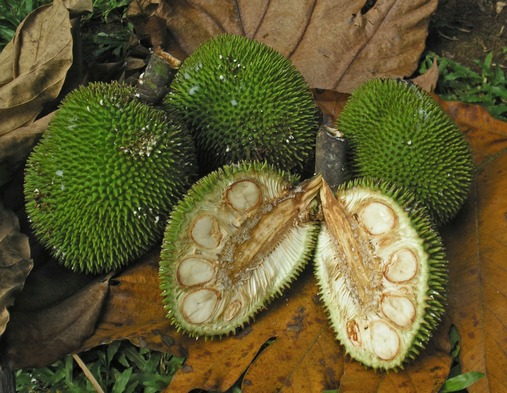
Hồ vergleicht den Frauenkörper mit Jackfrucht

Hồ benutzte oft einen sehr bildlichen Vergleich zwischen Frauenkörper und Sex mit anderen Objekten. Zum Beispiel in Schlucht (空谷) vergleicht sie das weibliche Sexualorgan mit einer Schlucht. Die letzten beiden Sätze beschreiben die leeren Echos und reflektieren den Wunsch der Frau, in zwischengeschlechtlichen Beziehungen nicht vernachlässigt und verstanden zu werden. In Kaputter Trommel beklagte sie sich über die seelische und körperliche Misshandlung eines zügellosen Ehemanns. Die letzten beiden Sätze beweinen die sexuelle Misshandlung von Frauen und drücken die traurige Lage der Frauen aus. Wie oben bereits erwähnt, andere Gedichte ahmen männliche Schreibweise nach, um die Vorurteile der Männer zu kritisieren. Hồ war die erste Dichterin in der vietnamesischen Geschichte, die betont aus der Sicht einer Frau schrieb.

#### Doppeldeutigkeit
In der feudalen patriarchalischen Gesellschaft war Sexbeschreibung ein Tabu.  Frauen war es umso mehr nicht erlaubt, darüber zu schreiben. Deswegen benutzt Hồ doppeldeutige und vielschichtige Sätze, um ihren Protest dagegen auszudrücken. Zugleich drückt sie damit das weibliche Bewusstsein, Leidenschaft und Freude an ihrem eigenen Körper. Diese Themenauswahl war für die damalige Zeit sehr fortschrittlich. Kaputter Trommel, Schatzfrau (實女), Schwangerschaft ohne Mann, Von einer Nebenfrau benutzen alle eine sehr mutige Sprache. Zudem verhöhnen sie die männliche Sprache um gegen Gewalt, Polygamie zu protestieren, bejahen das Verlangen der Frauen nach sexueller Freude und das Recht und die Freiheit zur Geburt.
Besonders deswegen wird sie in der Literaturgeschichte von etablierten Kritikern verurteilt. Ihre Gedichte werden oft als pornographisch diffamiert. Moderne Literaturkritiker sehen das durchaus anders.
Die Gedichte von Hồ sind nicht nur eine Anklage gegen die patriarchalische Gesellschaft, sie sind auch volle Anbetung von Geburt, drücken Achtung und Fürsorge für Leben aus. Sie zeigen das Verständnis der Dichterin für den Sinn des Lebens sowie ihre Sehnsucht nach Schönheit und Liebe und Lebensfreude. Und sie repräsentieren das Verständnis der Dichterin für Geburt, Leben und Beziehungen zwischen den Geschlechtern.

### Vermengung mit chinesischer Kultur
Obwohl Hồs Gedichte sehr volkstümlich waren, sind viele chinesische Einflüsse dort zu finden.

#### Format
Hồ benutzt in ihren Gedichten das Lü Format und als Schrift die aus den chinesischen Zeichen angelehnten vietnamesischen chữ Nôm. Mit Hồ erreichten die chữ Nôm Lü Gedichte ihren Gipfel. Wegen seiner strengen Form ist ein sehr gutes Verständnis des Chinesischen für die Lü-Gedichte unabdingbar. Die Vollkommenheit ihrer Gedichte bestätigt ihre Chinesischkenntnisse.

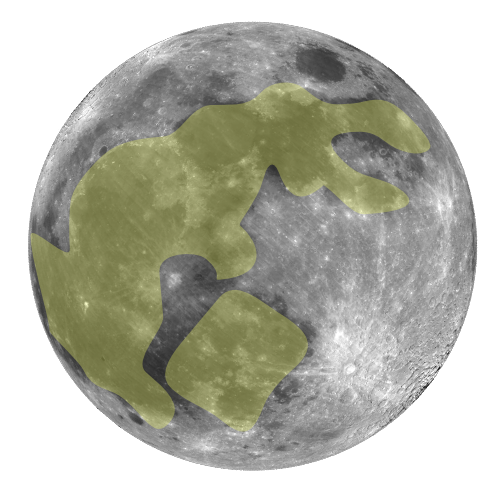
Frage am Mond benutzt die Sage des Jadehasen

#### Chinesische Volkssage
Auch thematisch wird Hồ von der Han-Kultur beeinflusst. Viele Elemente kommen aus chinesischer Mythologie, Sage und Geschichte. In den 40 überlieferten chữ Nôm hatte sie an acht Stellen Elemente aus der Han-Kultur benutzt. In ihrem späteren Gedichtband werden an 17 Stellen Han-Kulturelemente zitiert. In den fünf Halong-Bucht-Gedichte sogar an 23 Stellen. Zwei ihrer Gedichte tragen den Titel Fragen am Mond (問月), hier benutzt sie die chinesische Sage von dem auf dem Mond lebenden Chang’e, Jadehasen und Süßen Duftblüte. In dem ersten der zehn An Graf Trần Gedichten zitiert sie die Geschichte von Sima Xiangru, der mit Musik Zhuo Wenjun seine Liebe übermittelte, sowie von Cai Wenji, die nach der Rückkehr nach China aus dem Xiongnu-Gebiet ihre berühmten Gedichte schrieb, und einige andere Elemente aus der chinesischen Literatur. In anderen Gedichten zitierte sie direkt Tao Yuanming, so in dem Gedicht Schlafendes Mädchen. In Chrysantheme (詠菊花) drückt sie eindeutig ihre Bewunderung für Tao und seinen Charakter aus. In ihren Halong-Bucht-Gedichten benutzte sie Werke von Zhuangzi, Elemente aus der chinesischen Mythologie sowie Geschichten von Literaten. Mit diesen Elementen drückt die Dichterin ihre eigenen Gefühle und Wünsche aus, verleiht ihre Gedichte ästhetische Schönheit, und reflektiert auch ihr umfangreiches Wissen über die chinesische Geschichte und Literatur.

#### Chinesische Romane
Chữ Nôm Literatur ist eine Volksliteratur, viele Autoren der chữ Nôm Literatur übertragen die Trivialromanen aus dem Chinesischen in chữ Nôm. Hồ griff die Themen dieser Trivialromanen aus der Ming-Dynastie auf, variiert sie mutig und formte damit viele einzigartige Gedichte.

#### Chinesische Religionen und Philosophien

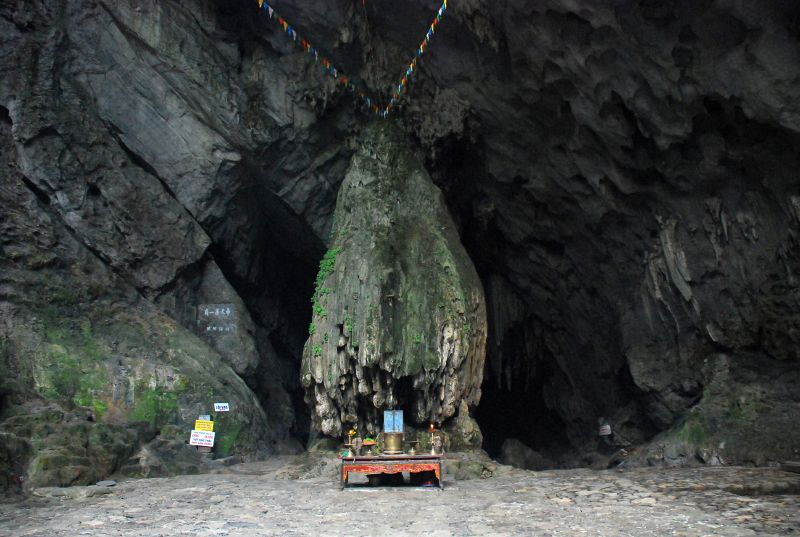
In Die Höhle von Xiangji verhöhnt Hồ die Scheinheiligkeit der Mönche, drückt zugleich aber auch ihre tiefste Bewunderung für Buddhismus aus

Hồ wurde auch von den traditionellen chinesischen Philosophien und Religionen Konfuzianismus, Daoismus, Buddhismus sowie der Vermengung der drei Religionen beeinflusst, dazu vermengte die Dichterin noch die traditionelle vietnamesische Kultur.

##### Konfuzianismus
Nach seiner Einführung in Vietnam verbreitete sich der Konfuzianismus immer weiter aus und wurde zu einem wichtigen Bestandteil der traditionellen Gesellschaftsphilosophie. Hồ lebte in einer von Unruhe geplagten Zeit, in der der Einfluss von Konfuzianismus schwächte und sogar kritisiert wurde. Ihre Haltung gegenüber Konfuzianismus ist kompliziert. Vor allem griff sie Gedanken aus dem Konfuzianismus auf, wonach ein Mensch seine Talente für den Staat und die Gesellschaft einsetzen soll. So schrieb sie in Herzensworte über ihre eigenen Ambitionen. In Das Haus des Nichtstuens (詠閑居) drückt sie Mitleid und Fürsorge für das notleidende Volk aus. Selbst in ihren Liebesgedichten kommen manchmal Gedanken über die Situation des Staates und des Volkes zum Vorschein.

##### Buddhismus
Zu Hồs Zeit war Buddhismus die verbreitetste Religion in Vietnam. Hồs Gedichte reflektierten diesen Zeitgeist. Die Höhle von Xiangji enthält zwar Satire über die scheinheiligen Mönche, drückt aber zugleich auch tiefsten buddhistischen Glauben und Verherrlichung aus. Sie beschrieb zuerst die Höhle und ihre Einzigartigkeit sowie die Mysterien des Buddhas, dann die vielen Gläubigen, die dort Räucherstäbchen verbrennen und den Buddha ihre Ehrung darbringen, sowie die eigene Ehrung gegenüber Buddha. In einem anderen Gedicht drückt sie ihre Bewunderung gegenüber gläubigen hochangesehenen alten Mönchen aus, die in Askese leben. In Hồs Gedichten wird auch der Zustand des Buddhismus zur damaligen Zeit in Vietnam reflektiert. In einer unruhigen Zeit verfällt auch die Moral bei den Mönchsorden. Einige Mönche waren nicht wirklich in Kloster eingetreten, um Erleuchtung zu erlangen, andere traten später wieder aus. Sowohl in Die Höhle von Xiangji wie besonders in Schamloser Mönch (淫僧) beschrieb Hồ mit scharfer Satire dieses Phänomen. Trotzdem bleibt Buddhismus ein Volksglauben. Oft pilgern Gläubige zu Heiligtümer, um Räucherstäbchen anzuzünden und Heil zu suchen. Wegen des Verfalls der Klöster jedoch vereinfachten sich die Rituale zusehends, auch das drückt sich in Hồs Gedichten aus. Deswegen sind ihre Gedichte auch eine Beschreibung der Entwicklung von Buddhismus in Vietnam.
Hồs Gedichte werden auch von Zen-Buddhismus beeinflusst und vermengen Philosophie aus Zen mit vietnamesischen Entwicklungen. Zum Beispiel das auf Chinesisch geschriebene Gedicht Fischerlieder (棹歌聲) beschreibt die Landschaft der Halong-Bucht, drückt aber auch die Freude zur Meditation aus. Durch Beschreiben der bildhaften Landschaft kommt die Dichterin zur inneren Erläuterung und gab das Gedicht eine höhere Erleuchtungsschicht, in der die landschaftliche Schönheit und die literarische Schönheit sich vereinen. Im Frühlingshalle (遊看春庭) beschrieb die Dichterin den Besuch eines historischen Ortes und von diesem Besuch erkannte sie die immerwährenden Änderungen der Welt und erreichte am Ende des Gedichtes die Erleuchtung der Nirwana. Die Gedichte von Hồ zeigen eindeutig den Einfluss des Zen-Buddhismus.

##### Daoismus
In vielen Landschaftsgedichten von Hồ kann man die naturnahen daoistischen Gedanken erlesen. In einem Gedicht beschrieb sie ein abgelegenes Haus, in die Beschreibung mischte die Dichterin die Freude eines fliegenden Bussards und setzte somit sich und den Leser außerhalb der beschriebenen Welt. Im Am Westsee gedenkt Freunde schrieb die Dichterin über einem Ausflug am Westsee. Sie dachte an ehemalige Freunde und daran, dass sowohl ihre Gefühle wie auch die Landschaft unverändert blieben. In den Texten war überall die daoistische weltferne Atmosphäre zu spüren.
In Hồs Gedichten spiegelt sich auch der Götterglauben des Daoismus wider. Zum Beispiel beschrieb sie in einem Halong-Bucht-Gedicht das Farbenspiel der Abenddämmerung und dachte dann an den sagenumwobenen Kristallpalast und von Göttern bewohnte Höhlen. Im Land von Wasser und Wolken zitierte sie Texte von Zhuangzi und drückte ihre Bewunderung für Daoisten aus. Am Ende beschrieb sie, wie gern sie mit einem Fischerboot ausfahren würde, um für sich ein paradiesisches Stückchen zu finden, um sich vor der Welt zu verstecken und der Meditation zu widmen. Das gesamte Gedicht kombiniert Landschaftsbeschreibung und sagenhafte Götterwelt und war durchzogen von daoistischer Philosophie.

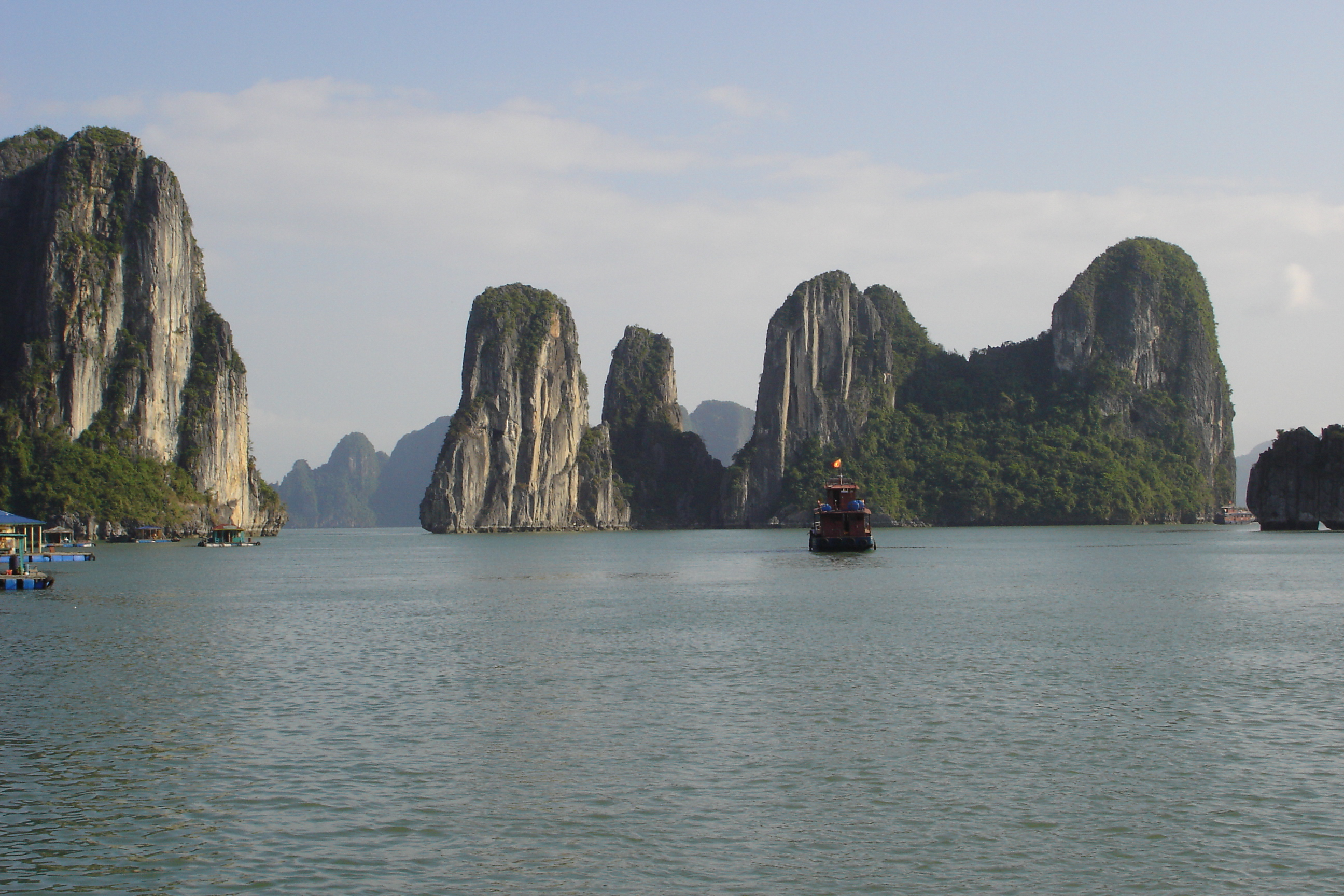
Das Gedicht Der Grün vor den Augen beschreibt die eigenartig geformten Steine in der Halong-Bucht, vermengt zugleich die drei Religionen

##### Vermengung der Religionen
In einigen von Hồs Gedichte wird auch die Gedanken der Vermengung der drei Religionen Ausdruck verliehen. Zum Beispiel im Halong-Bucht-Gedicht Der Grün im Augen (眼放青) beschrieb die Dichterin zuerst die einzigartigen Steine und dachte an die Literaten, die bei den Beamtenprüfungen bestanden haben und ihre unsterblichen Werke. Dann setzten ihre Gedanken an den einzigartigen Götterkräften an, die die Steine geformt hatten, zum Schluss an die Predigten der hohen Mönche. Damit hat die Dichterin meisterhaft in einem einzigen Gedicht die drei Religionen vermengt. Hồ kombiniert damit meisterhaft Realismus mit Romantik.

## Kritik
Hồs Werke sind vielschichtig und vieldeutig. Zu unterschiedlichen Zeiten, von Menschen unterschiedlicher Herkunft wurden sie sehr unterschiedlich beurteilt. Manche Menschen ändern sogar in ihrem Leben ihr Urteil darüber. Heute wird ihr Kampf gegen die feudale Gesellschaftsordnung, ihre Reflexion über das Leben der einfachen Leute sowie ihre feministischen Gedanken hoch gewürdigt. Der amerikanische Dichter John Balaban, der Hồs Gedichte ins Englische übersetzte, bemerkte: „Zu ihrer Zeit war Hồ Xuân Hương eine wichtige Persönlichkeit, aber selbst heute genießt ihre Werke große Verbreitung. Das liegt nicht nur daran, dass sie die hohe Kunst der literarischen Tradition gekonnt mit der frühen Straßensprach verband, sondern auch weil in ihren Gedichten viele heute immer noch aktuelle Themen wie Feminismus beinhalten.“ Auf der anderen Seite, gerade wegen ihrer doppeldeutigen Sexualbeschreibung wird sie auch von vielen kritisiert. Besonders die traditionelle konfuzianische Literatur verteufelt ihre Werke. Seit jeher wird über Hồs Werke in Vietnam kontrovers diskutiert. Seit 1960er Jahren bis heute dauert eine nicht endenwollende Debatte, die in Vietnam als „Hồ Xuân Hương Phänomen“ bezeichnet wird.

### Kritik über Sexbeschreibung
Da die Gedichte von Hồ die traditionelle patriarchalische Gesellschaftsordnung herausforderte, die Tabus brach und Themen von Sexualliebe ansprach, da sie mutig ihre eigene Begierde nach Liebe Ausdruck verlieh und sich nicht schämte, wurde sie von lange her von den vorherrschenden Meinungen als „pornographisch“ und „primitiv“ herabgestuft. Sie wird als die Schande der vietnamesischen Literatur bezeichnet, als Beschmutzerin des idealen Frauenbildes. Lange Zeit wurde sie aus der vietnamesischen Literaturtradition ausgeschlossen. Selbst heute wird eine Dichterin in Vietnam kaum akzeptiert, die zu viel über Sexualliebe und Sex schreibt. Und viele Literaturkritiker vermeiden heute immer noch, die verdeckte Schicht in ihren Gedichten anzusprechen, oder mit sehr konfuser Sprache diese Dichtung zu überdecken. Einige Forscher beurteilen Hồs literarische Erfolge positiv sowie ihre antifeudale Einstellung, und zugleich verurteilten die unorthodoxen Inhalte, die in der traditionellen Moralvorstellung nicht hineinpassen. Einige Forscher sind sogar die Meinung, dass die Sexbeschreibung in ihren Werken die Ästhetik zerstört.
Andere Forscher bemerken, dass die Vielschichtigkeit und Doppeldeutigkeit eine Kennzeichnung von Hồs Gedichten sei. Sie merken an, dass Hồs Doppeldeutigkeit weder pornographisch noch primitiv sei, sondern sei ihre einzigartige Art, um das Thema Sexualliebe sowie die Satire gegenüber der damaligen Gesellschaft auszudrücken. Dies war ihr einziges Mittel der Rebellion. Der vietnamesische Forscher Nguyễn Ðức Bình schrieb in der Zeitschrift Văn Nghệ (Literatur), dass Hồ nicht nur eine Feministin, sondern eine mutige Kämpferin gegen die Bigotterie der Gesellschaft sei.

### Antifeudales Bewusstsein
Allgemein wird heute anerkannt, dass in Hồs Werken Elemente des antifeudalen Bewusstseins zum Vorschein kommen. In diesem Sinne bleibt Hồ Xuân Hương eine einsame Stimme in der vietnamesischen Literatur.

### Sprachliche Kritiken
Balaban merkt in seinem Artikel About Ho Xuan Huong an, dass Hồ die ästhetische Literaturform mit früherer Volkssprache verband. Sie benutzte das von der Stadtbevölkerung benutzte chữ Nôm anstelle des von der Oberschicht bevorzugten Chinesischen und konnte damit viel besser das Volksgefühl ausdrücken. Ihre Werke besitzen hohe literarische Werte und Kunstfertigkeit, sind aber trotzdem verständlich für das Stadtvolk. Somit brachte sie es fertig, Gedichte sowohl für die höhere wie auch für die niedrigere Bildungsschicht zu schreiben. Die Sprache von Hồ sei von hoher Kunstfertigkeit und humorvoll, voller Volkstümlichkeit und mutig.

### Andere Kritiken
In einem Gedicht begründete Hồ ihre Trennung von einem Geliebten damit, dass sie ihn nicht daran hindern möchte, für den Staat zu dienen. Dies wird von einigen als Anlass genommen, Hồ vorzuwerfen, dass sie letztendlich doch nicht von der konfuzianischen Vorstellung trennen konnte, wonach das Wohl des Einzelnen dem Wohl der Gemeinschaft geopfert werden müsse.

## Andenken
- In Ho-Chi-Minh-Stadt gibt es eine nach Hồ Xuân Hương benannte Straße.
- In Đà Lạt wird ein künstlicher See nach ihr benannt.